# Agrochola marginata
Agrochola marginata là một loài bướm đêm trong họ Noctuidae.